# NGC 411
NGC 411 è un ammasso aperto situato nella costellazione del Tucano nella Piccola Nube di Magellano a circa 180 000 anni luce dal Sistema solare.